# Simensbråten

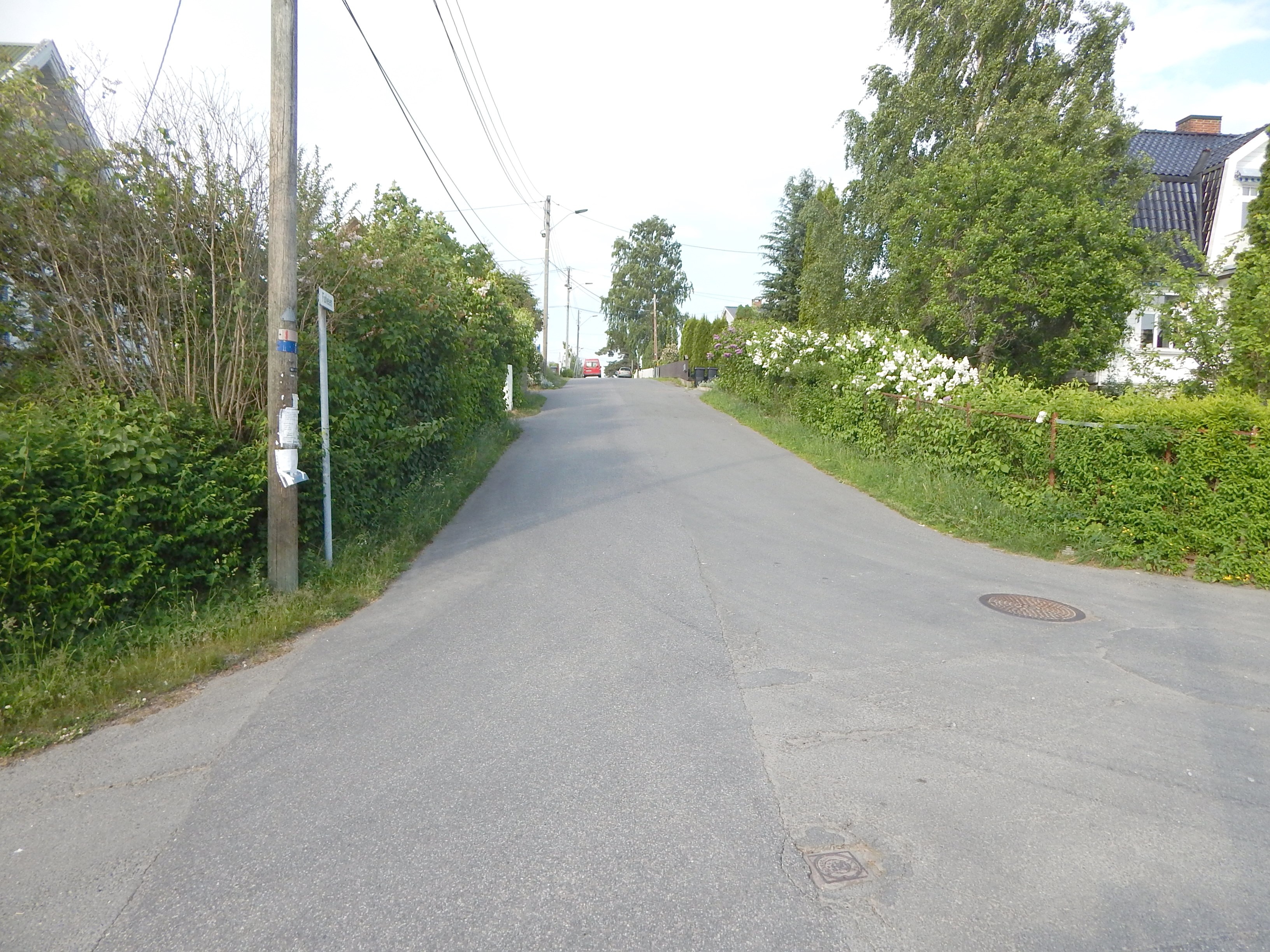
Straße in Simensbråten

Simensbråten ist ein Stadtviertel in der norwegischen Hauptstadt Oslo. Das Wohnviertel liegt im Stadtteil Nordstrand.

## Lage und Geschichte
Simensbråten liegt südöstlich des Osloer Stadtzentrums. Das Wohnviertel befindet sich auf dem Ekeberg-Plateau im Norden des Stadtteils Nordstrand. Im Osten grenzt das Stadtviertel Ryen an, im Westen Lille Ekeberg.
Der Name Simensbråten wurde 1748 erstmals schriftlich erwähnt. Im Jahr 1845 wurde das Anwesen Simensbråten vom Ryen-Hof abgespalten. Das heutige Wohnviertel entstand schließlich, nachdem im Jahr 1904 der Grund des Anwesens zur Bebauung freigegeben wurde  und Einfamilienhäuser errichtet wurden. Von 1931 bis 1967 führte die Straßenbahnlinie Jomfrubråten-Simensbråten (Simensbråtlinjen), eine Nebenlinie der Ekebergbanen, in das Stadtviertel.